# Ochthocharis dicellandroides
Ochthocharis es un género monotípico de plantas con flores pertenecientes a la familia Melastomataceae. Su única especie: Ochthocharis dicellandroides es originaria de África tropical.  

## Descripción
Es una planta leñosa, erecta, hierba o arbusto ramoso, que alcanza un tamaño de 0,4-3 (-10) m de altura; las ramas más viejas cilíndricas, las muy jóvenes tetragonas o de menos ángulos.

## Ecología
Se encuentra en la selva tropical en suelos fangosos, pantanosos o arenosas; lugares inundados temporalmente; por la orilla en los arroyos; a una altitud de 20-1280 metros.

## Taxonomía
Ochthocharis dicellandroides fue descrita por (Gilg) C.Hansen & Wickens y publicado en Kew Bulletin ., 36(1): 23 (1981). 1981.
Sinonimia
- Dicellandra gracilis A. Chev.
- Dinophora thonneri Cogn.
- Medinilla africana Cogn.
- Phaeoneuron dicellandroides Gilg	basónimo
- Phaeoneuron gracilis Hutel
- Phaeoneuron moloneyi Stapf
- Phaeoneuron schweinfurthii Stapf[2][3]